# Hindås
Hindås – miejscowość (tätort) w Szwecji, w regionie administracyjnym (län) Västra Götaland, w gminie Härryda.
Według danych Szwedzkiego Urzędu Statystycznego liczba ludności wyniosła: 2901 (31 grudnia 2015), 2974 (31 grudnia 2018) i 3033 (31 grudnia 2019).